# A Great Metropolitan Newspaper
A Great Metropolitan Newspaper è un cortometraggio muto del 1913 
Non si conosce il nome del regista del film, un documentario prodotto dalla Edison.

## Produzione
Il film fu prodotto dalla Edison Company.

## Distribuzione
Distribuito dalla General Film Company, il film - un cortometraggio in una bobina - uscì nelle sale cinematografiche degli Stati Uniti il 22 luglio 1913.